# Jonathan Farías
Jonathan Farías (n. Ciudad de Buenos Aires, Argentina; 27 de marzo de 1998) es un futbolista argentino. Juega de volante y su equipo actual es Santos de la Liga 2 de Perú.

## Carrera
Farías comenzó en Boca Juniors a los 13 años, cuando fue campeón de la novena división.
Luego de buenas actuaciones en el Xeneize, Farías llegó libre al Mónaco, que lo cedió al Cercle Brugge de la Segunda División de Bélgica. Debutó profesionalmente el 25 de febrero de 2018 frente al Westerlo, ingresando a los 85 minutos por Dylan De Belder.
Debido a la poca continuidad que tuvo en el club belga, llegó libre a la reserva de Aldosivi en enero de 2019.

## Estadísticas

### Clubes
- Actualizado hasta el 31 de julio de 2022.

| Cercle Brugge · Bélgica | 2.ª                 | 2017-18             | 1  | 0 | 0 | 0 | - | - | 1  | 0 | 0,00 |
| Cercle Brugge · Bélgica | 1.ª                 | 2018-19             | 0  | 0 | 0 | 0 | - | - | 0  | 0 | 0,00 |
| Cercle Brugge · Bélgica | Total club          | Total club          | 1  | 0 | 0 | 0 | - | - | 1  | 0 | 0,00 |
| Aldosivi Argentina | 1.ª                 | 2019-20             | 0  | 0 | 0 | 0 | - | - | 0  | 0 | 0,00 |
| Aldosivi Argentina | Total club          | Total club          | 0  | 0 | 0 | 0 | - | - | 0  | 0 | 0,00 |
| Defensa y Justicia Argentina | 1.ª                 | 2020                | 3  | 0 | 0 | 0 | 0 | 0 | 3  | 0 | 0,00 |
| Defensa y Justicia Argentina | Total club          | Total club          | 3  | 0 | 0 | 0 | 0 | 0 | 3  | 0 | 0,00 |
| Agropecuario Argentina | 2.ª                 | 2021                | 22 | 3 | - | - | - | - | 22 | 3 | 0,13 |
| Agropecuario Argentina | 2.ª                 | 2022                | 8  | 0 | 1 | 0 | - | - | 9  | 0 | 0,00 |
| Agropecuario Argentina | Total club          | Total club          | 30 | 3 | 1 | 0 | - | - | 31 | 3 | 0,09 |
| Total en su carrera | Total en su carrera | Total en su carrera | 34 | 3 | 1 | 0 | 0 | 0 | 35 | 3 | 0,08 |
| (1) Las copas nacionales se refiere a la Copa de Bélgica, a la Copa Argentina y a la Copa de la Liga Profesional. (2) Las copas internacionales se refiere a la Copa Libertadores y a la Copa Sudamericana. (3) Media de goles por encuentro. No incluye goles en partidos amistosos. |                     |                     |    |   |   |   |   |   |    |   |      |

## Palmarés

### Campeonatos internacionales
| Título            | Club               | País    | Año  |
| ----------------- | ------------------ | ------- | ---- |
| Copa Sudamericana | Defensa y Justicia | Córdoba | 2020 |